# Iwan Makarowitsch Jasnow

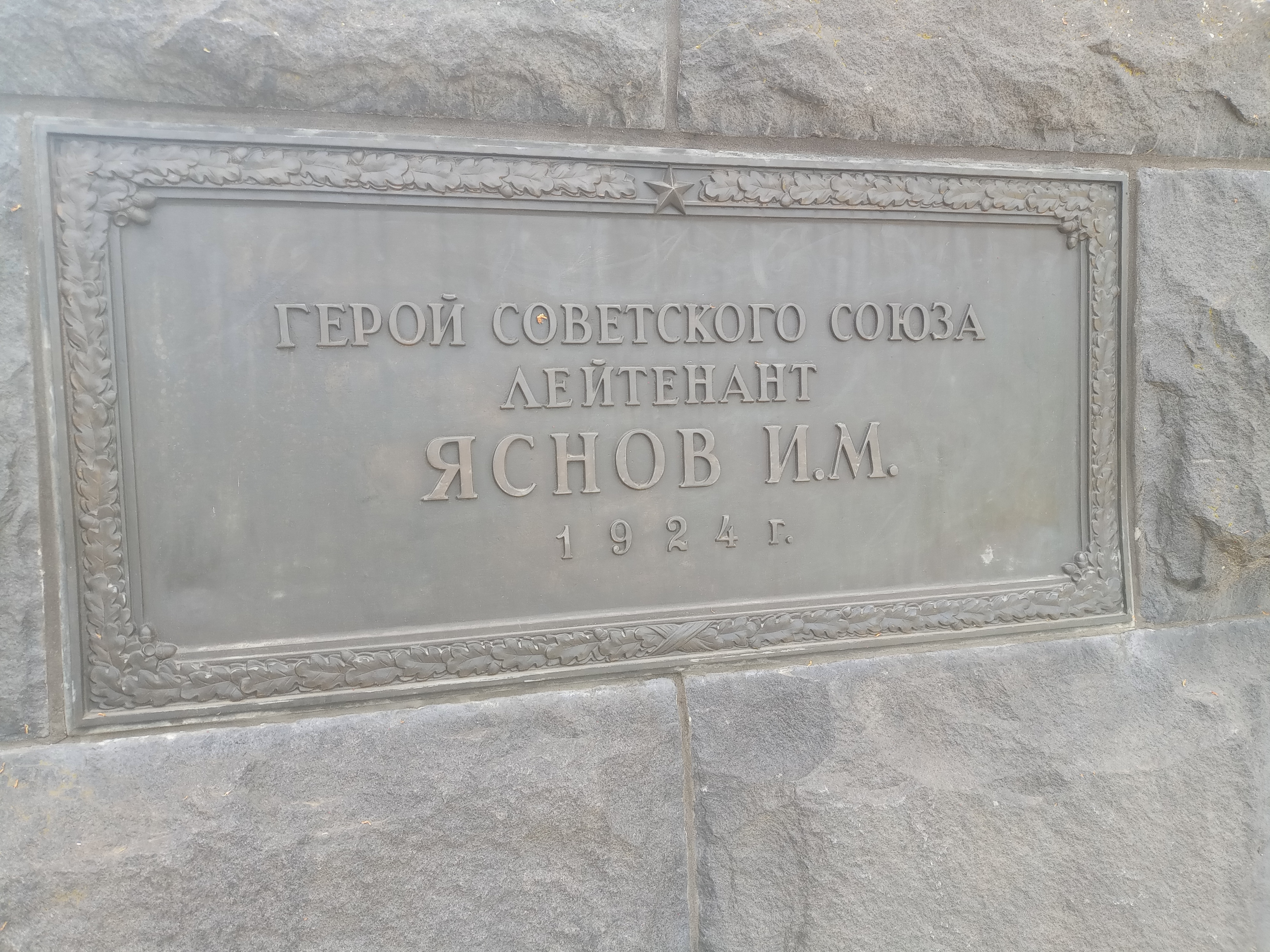
Jasnows Gedenktafel auf dem Sowjetischen Ehrenmal in Berlin-Schönholz

Iwan Makarowitsch Jasnow (russisch Иван Макарович Яснов; * 11. April 1924 in Kolytschowo, Gouvernement Rjasan; † 28. Dezember 1946) war ein sowjetischer Offizier, zuletzt im Range eines Leutnants. Am 31. Mai 1945 wurde ihm der Ehrentitel Held der Sowjetunion verliehen. Während des Zweiten Weltkriegs diente er als Panzerkommandant in der 36. Panzerbrigade des 11. Panzerkorps der Weißrussischen Front.

## Leben
Jasnow wuchs in der Familie eines Försters auf. Nach Abschluss der 10. Klasse und einer anschließenden Ausbildung zum Schlosser arbeitete er in der Lokomotivfabrik Kolomna als Reparaturarbeiter in einem Kesselhaus. Bereits im August 1941 diente er als Schütze einer Hilfstruppe der 32. Armee an der Westfront. Im Oktober 1941 nahm er an Kämpfen um die Stadt Wjasma teil. Anschließend arbeitete Jasnow bis Sommer 1942 in der Stadt Jegorjewsk.
Im August 1942 trat er in die Rote Armee ein und absolvierte 1944 die Panzerschule Gorki in Wetluga. Ab Januar 1945 nahm er als Panzerkommandant eines T-34 an der Weichsel-Oder-Operation und der Schlacht um Berlin teil. Am 20. April 1945 durchbrach er als einer der Ersten die deutschen Verteidigungslinien westlich des Scharmützelsees und stieß nach Berlin-Lichtenberg vor. Für seinen außerordentlichen Einsatz während der Kämpfe um Berlin wurde Jasnow am 31. Mai 1945 der Ehrentitel Held der Sowjetunion verliehen.
Nach Kriegsende diente er weiter in seiner Einheit als Teil der Sowjetischen Besatzungstruppen in Deutschland und wurde zum Zugführer ernannt.
Am 28. Dezember 1946 kam Jasnow bei der Erfüllung eines dienstlichen Auftrags ums Leben.

## Ehrungen
Jasnow wurde auf dem Soldatenfriedhof des sowjetischen Ehrenmals in Berlin-Schönholz beigesetzt. Im Gedenkpark der Stadt Kolomna und in der Heldenallee der Stadt Jegorjewsk befinden sich eine Büste Jasnows beziehungsweise eine Stele mit seinem Porträt.

## Auszeichnungen
- Held der Sowjetunion (31. Mai 1945)
- Leninorden (31. Mai 1945)
- Orden des Vaterländischen Krieges 1. Klasse (9. April 1945)
- Orden des Vaterländischen Krieges 2. Klasse (2. April 1945)
- weitere Medaillen